# David Spenser
David Spenser (nacido David De Saram, 12 de marzo de 1934 - 20 de julio de 2013) fue un actor, director, productor y escritor británico nacido en Sri Lanka. Spenser interpretó el papel principal en la producción de radio de 1948 de Richmal Crompton Just William, y también apareció en películas populares y series de televisión, incluyendo Doctor Who. Su documental sobre Gwen Ffrangcon-Davies ganó un premio Emmy Internacional. Era el hermano mayor del actor Jeremy Spenser.
A la edad de 11 años apareció en el programa de radio de la BBC, Children's Hour. Fue parte del elenco de Just William por el autor de los libros, Richmal Crompton.
Representó el papel de Harry en la primera producción de opera de Benjamin Britten Albert Herring.
Uno de sus primeros trabajos en televisión fue en la serie de la ABC Secret Beneath the Sea. Spenser apareció más tarde en capítulos de las series Z-Cars, Dixon of Dock Green, y The Saint. En 1967 Spenser apareció como Thonmi apareció en el capítulo de la serie Doctor Who de nombre The Abominable Snowmen junto al segundo doctor, Patrick Troughton. Spenser trabajó más tarde como productor de radio para la BBC. Produjo varias grabaciones de radio incluyendo The Way We Live Now de Anthony Trollope en 1988, y Mr Norris Changes Trains de Christopher Isherwood en 1984.
Spenser escribió un drama histórico sobre el faraón egipcio Akhnaton, The City of the Horizon. Fue retransmitido en 1972 y 1976. Spenser produjo posteriormente documentales de personajes como Benny Hill, Angus Wilson, Dodie Smith y Gwen Ffrangcon-Davies.

## Filmografía selecta
- Conflict of Wings (1954)
- The Earth Dies Screaming (1964)
- Some May Live (1967)
- Battle Beneath the Earth (1967)
- Carry On... Up the Khyber (1968)